# Saint-Clément (Allier)
Pour les articles homonymes, voir Saint-Clément.
Saint-Clément est une commune française, située dans le département de l'Allier en région Auvergne-Rhône-Alpes.

## Géographie

### Localisation
La commune est située au sud-est du département de l'Allier, dans la Montagne bourbonnaise. À vol d'oiseau, elle est à 3 km à l'est-sud-est du Mayet-de-Montagne, à 21,5 km au sud-sud-est de Lapalisse, à 22,7 km à l'est-sud-est de la sous-préfecture Vichy et à 62,8 km au sud-sud-est du chef-lieu du département, Moulins.
Cinq communes sont limitrophes :
|                      | Châtel-Montagne |                         |
| Le Mayet-de-Montagne | Saint-Clément   | Saint-Nicolas-des-Biefs |
| Ferrières-sur-Sichon |                 | La Chabanne             |

### Géologie et relief
La commune s'étend sur 2 598 hectares ; son altitude varie entre 468 et 904 mètres.

### Hydrographie
Elle est traversée par la Besbre.

### Climat
Pour des articles plus généraux, voir Climat d'Auvergne-Rhône-Alpes et Climat de l'Allier.
En 2010, le climat de la commune est de type climat des marges montagnardes, selon une étude du CNRS s'appuyant sur une série de données couvrant la période 1971-2000. En 2020, Météo-France publie une typologie des climats de la France métropolitaine dans laquelle la commune est exposée à un climat de montagne ou de marges de montagne et est dans une zone de transition entre les régions climatiques « Centre et contreforts nord du Massif Central » et « Nord-est du Massif Central ».
Pour la période 1971-2000, la température annuelle moyenne est de 10,3 °C, avec une amplitude thermique annuelle de 15,8 °C. Le cumul annuel moyen de précipitations est de 1 017 mm, avec 11,3 jours de précipitations en janvier et 8,7 jours en juillet. Pour la période 1991-2020, la température moyenne annuelle observée sur la station météorologique de Météo-France la plus proche, « Mayet-de-Montagne », sur la commune du Mayet-de-Montagne à 3 km à vol d'oiseau, est de 10,9 °C et le cumul annuel moyen de précipitations est de 979,2 mm,. Pour l'avenir, les paramètres climatiques de la commune estimés pour 2050 selon différents scénarios d'émission de gaz à effet de serre sont consultables sur un site dédié publié par Météo-France en novembre 2022.

## Urbanisme

### Typologie
Au 1er janvier 2024, Saint-Clément est catégorisée commune rurale à habitat très dispersé, selon la nouvelle grille communale de densité à 7 niveaux définie par l'Insee en 2022.
Elle est située hors unité urbaine et hors attraction des villes,.

### Occupation des sols

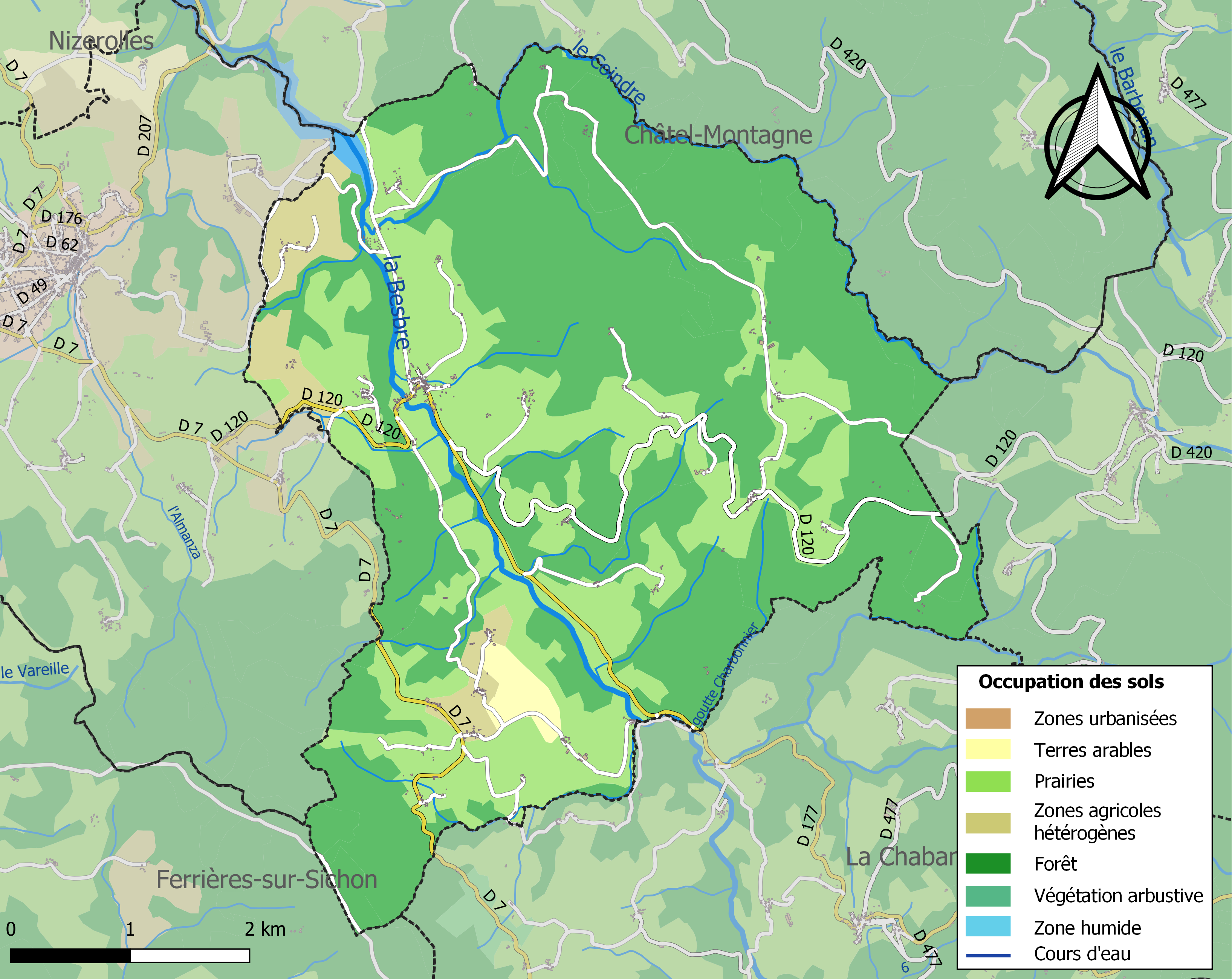
Carte des infrastructures et de l'occupation des sols de la commune en 2018 (CLC).

L'occupation des sols de la commune, telle qu'elle ressort de la base de données européenne d’occupation biophysique des sols Corine Land Cover (CLC), est marquée par l'importance des forêts et milieux semi-naturels (62,4 % en 2018), une proportion sensiblement équivalente à celle de 1990 (62,8 %). La répartition détaillée en 2018 est la suivante : forêts (62,4 %), prairies (31,7 %), zones agricoles hétérogènes (4,5 %), terres arables (1,1 %), eaux continentales (0,3 %).
L'IGN met par ailleurs à disposition un outil en ligne permettant de comparer l’évolution dans le temps de l’occupation des sols de la commune (ou de territoires à des échelles différentes). Plusieurs époques sont accessibles sous forme de cartes ou photos aériennes : la carte de Cassini (XVIIIe siècle), la carte d'état-major (1820-1866) et la période actuelle (1950 à aujourd'hui).

### Logement
En 2021, la commune comptait 318 logements, contre 295 en 2015 et 321 en 2010. Parmi ces logements, 44,9 % étaient des résidences principales, 39,3 % des résidences secondaires et 15,8 % des logements vacants. Ces logements étaient pour 98,5 % d'entre eux des maisons individuelles et pour 1,5 % des appartements.
La proportion des résidences principales, propriétés de leurs occupants était de 86,1 %, en hausse sensible par rapport à 2015 (85,3 %). Il n'existe aucun logement HLM loué vide.

### Planification de l'aménagement
L'ancienne communauté de communes de la Montagne bourbonnaise, dont Saint-Clément était membre, avait prescrit l'élaboration d'un plan local d'urbanisme intercommunal (PLUi) en 2014. À la suite de la fusion de la communauté de communes avec la communauté d'agglomération de Vichy Val d'Allier le 1er janvier 2017, c'est Vichy Communauté qui poursuit les procédures de l'élaboration de ce document, approuvé en conseil communautaire le 31 mars 2022 et exécutoire depuis le 13 mai 2022.

### Voies de communication et transports

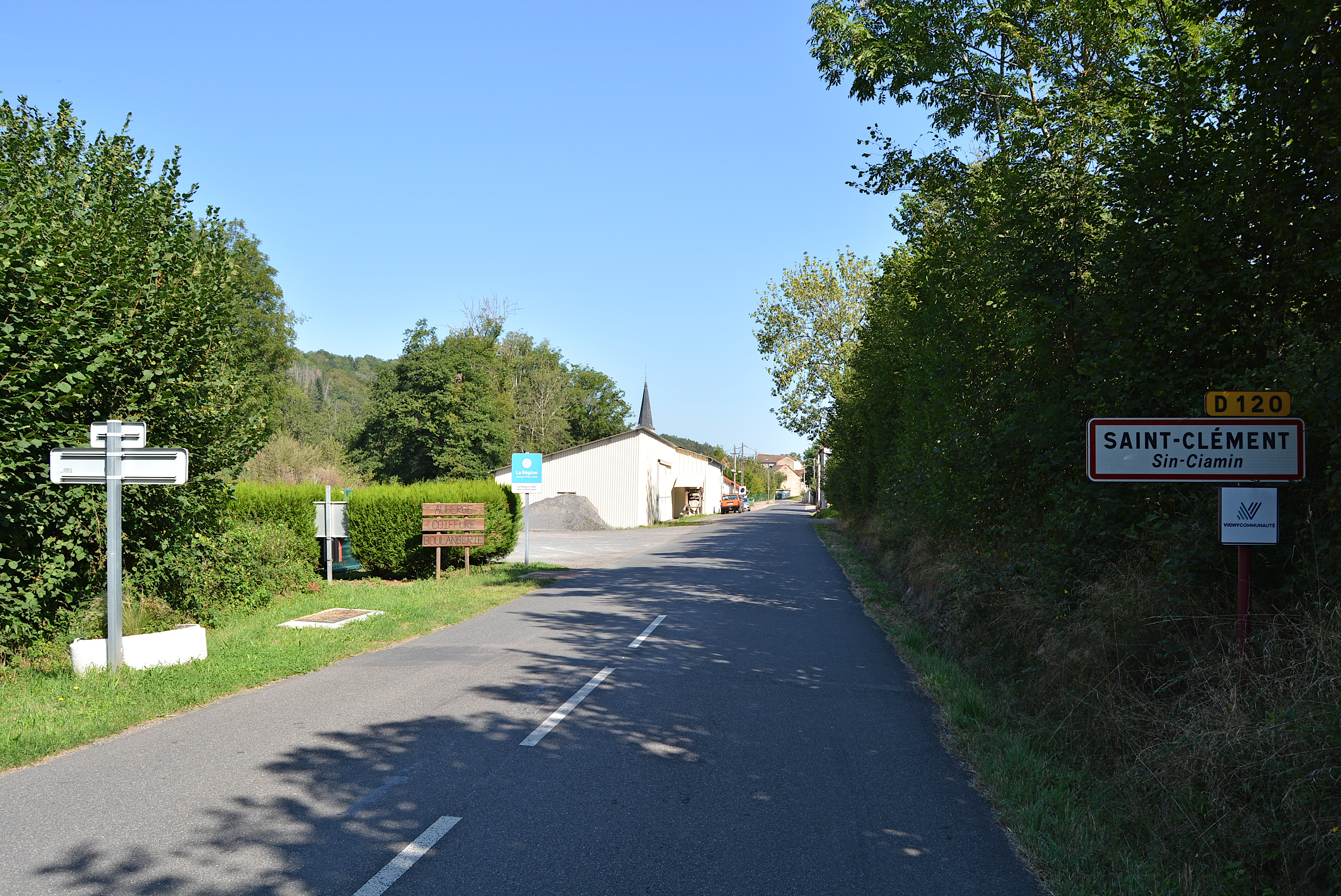
Entrée du village depuis Saint-Nicolas-des-Biefs.

Le village est traversé par les routes départementales 120 (reliant Le Mayet-de-Montagne à Saint-Nicolas-des-Biefs) et 177 (en direction de La Chabanne et de la Loge des Gardes). À l'ouest, la D 7 dessert le hameau de la Maison Neuve.

### Risques naturels et technologiques
La commune est concernée par deux risques majeurs : feu de forêt et risque sismique (zone de sismicité de niveau 2). Elle n'a pas élaboré de DICRIM.

## Histoire
À l'origine, Saint-Clément s'appelait Saint-Clément-des-Monts puis des-Montagnes. De l'époque gauloise au Moyen Âge, on ne sait rien de son histoire locale. Le château de Beauchênes, dont il ne reste qu'une tour (à droite à l'entrée de Saint-Clément), fut construit par Geoffroy de Balzac en 1509. En 1521, il devient la propriété de Jean de Coulanges, qualifié de seigneur de Beauchênes. En 1620 apparaissent les Roy de Moulins, issus d'une grande famille des Flandres. Jean Roy, seigneur de Beauchêne, fut nommé conseiller d'État en 1662. En 1720, la propriété passe entre les mains de Brunet d'Évry, marquis de Lapalisse, seigneur de Chatelmontagne, de Saint-Clément et autres terres. Le 22 décembre 1754, de passage à Saint-Clément, les troupes de Mandrin assassinèrent un meunier qui refusait de leur indiquer la maison où devaient se trouver les employés des fermes et de leur servir de guide. Mandrin fut pris en mai 1755 et exécuté le 26 du mois à Valence. En 1755, Joseph d'Évry fit construire à côté du vieux château une maison de plaisance. C'est vraisemblablement dans cette maison plus moderne et plus confortable qu'il donna l'hospitalité à Jean-Jacques Rousseau dont il était l'ami et dont il partageait peut-être les idées philosophiques. Vers 1850, le château est vendu au curé Blettery pour la somme de huit cents francs.
La commune porta, pendant la Révolution française, le nom de Montagne.
En 1849, la commune laisse son autonomie communale à son ancien hameau, la Chabanne.
Un barrage, d'une capacité de 1 200 000 m3 d'eau, a été construit entre 1929 et 1931. Il produit de l'électricité dans une usine située sur la commune de Châtel-Montagne,.

## Politique et administration

### Découpage territorial
Sur le plan administratif, Saint-Clément dépendait du district de Cusset en 1793 puis de l'arrondissement de Lapalisse (d'abord La Palisse) de 1801 à 1941 ; le chef-lieu d'arrondissement est déplacé à Vichy en 1941 ainsi que du canton du Mayet-de-Montagne (d'abord Mayet) de 1793 à mars 2015. À la suite du redécoupage cantonal de 2014, la commune est rattachée au canton de Lapalisse.

### Administration municipale
Sandrine Mizoule-Morier succède à Fernand Boffety à la mairie à la suite des élections municipales de 2020. Le conseil municipal, réuni en mai 2020 pour élire la maire, a désigné trois adjoints.
| Période                                  | Période                     | Identité                | Étiquette | Qualité                                                         |
| ---------------------------------------- | --------------------------- | ----------------------- | --------- | --------------------------------------------------------------- |
| Les données manquantes sont à compléter. |                             |                         |           |                                                                 |
| maire en 1992                            |                             | Marcel Roche            |           |                                                                 |
| mars 2001                                | mai 2020                    | Fernand Boffety         | DVG       | Retraité                                                        |
| mai 2020                                 | 18 juillet 2024 (démission) | Sandrine Mizoule-Morier |           | Assistante maternelle                                           |
| 18 juillet 2024                          | 11 octobre 2024             | Guy Dacremont           |           | Maire par intérim après la démission de Sandrine Mizoule-Morier |
| 11 octobre 2024                          | En cours                    | Laurent Nodari          |           |                                                                 |

## Équipements et services publics

### Enseignement
Saint-Clément dépend de l'académie de Clermont-Ferrand.
L'école primaire de la commune fait partie d'un regroupement pédagogique intercommunal avec les communes de Saint-Nicolas-des-Biefs et de La Chabanne. Les élèves commencent leur scolarité dans la commune, jusqu'au CE1 ; ceux de CE2, CM1 et CM2 poursuivent à La Chabanne.
Ils la poursuivent, hors dérogations à la carte scolaire, au collège du Mayet-de-Montagne puis au lycée Albert-Londres de Cusset.

### Justice
Saint-Clément dépend de la cour d'appel de Riom, du tribunal de proximité de Vichy et des tribunaux judiciaire et de commerce de Cusset.

## Population et société

### Démographie
Les habitants de la commune sont appelés les Saint-Clémentinois et les Saint-Clémentinoises.

#### Évolution démographique
L'évolution du nombre d'habitants est connue à travers les recensements de la population effectués dans la commune depuis 1793. Pour les communes de moins de 10 000 habitants, une enquête de recensement portant sur toute la population est réalisée tous les cinq ans, les populations de référence des années intermédiaires étant quant à elles estimées par interpolation ou extrapolation. Pour la commune, le premier recensement exhaustif entrant dans le cadre du nouveau dispositif a été réalisé en 2008.

En 2022, la commune comptait 284 habitants, en évolution de −8,09 % par rapport à 2016 (Allier : −1,38 %, France hors Mayotte : +2,11 %).
| 1793  | 1800  | 1806  | 1821  | 1831  | 1836  | 1841  | 1846  | 1851  |
| ----- | ----- | ----- | ----- | ----- | ----- | ----- | ----- | ----- |
| 1 335 | 1 025 | 1 031 | 1 032 | 1 612 | 1 710 | 1 697 | 1 912 | 1 704 |

| 1856  | 1861  | 1866  | 1872  | 1876  | 1881  | 1886  | 1891  | 1896  |
| ----- | ----- | ----- | ----- | ----- | ----- | ----- | ----- | ----- |
| 1 626 | 1 522 | 1 530 | 1 446 | 1 487 | 1 444 | 1 460 | 1 442 | 1 441 |

| 1901  | 1906  | 1911  | 1921  | 1926  | 1931 | 1936 | 1946 | 1954 |
| ----- | ----- | ----- | ----- | ----- | ---- | ---- | ---- | ---- |
| 1 377 | 1 395 | 1 378 | 1 149 | 1 023 | 961  | 894  | 773  | 695  |

| 1962 | 1968 | 1975 | 1982 | 1990 | 1999 | 2006 | 2008 | 2013 |
| ---- | ---- | ---- | ---- | ---- | ---- | ---- | ---- | ---- |
| 605  | 489  | 417  | 346  | 328  | 330  | 349  | 355  | 325  |

| 2018 | 2022 | - | - | - | - | - | - | - |
| ---- | ---- | - | - | - | - | - | - | - |
| 291  | 284  | - | - | - | - | - | - | - |

#### Pyramide des âges
En 2021, le taux de personnes d'un âge inférieur à 30 ans s'élève à 20,5 %, soit en dessous de la moyenne départementale (29,0 %). À l'inverse, le taux de personnes d'âge supérieur à 60 ans est de 42,1 % la même année, alors qu'il est de 35,6 % au niveau départemental.
En 2021, la commune comptait 132 hommes pour 152 femmes, soit un taux de 53,52 % de femmes, légèrement supérieur au taux départemental (52,03 %).
Les pyramides des âges de la commune et du département s'établissent comme suit :
| Hommes | Classe d’âge | Femmes |
| ------ | ------------ | ------ |
| 0,8    | 90 ou +      | 2,0    |
| 11,3   | 75-89 ans    | 13,6   |
| 28,3   | 60-74 ans    | 28,1   |
| 26,4   | 45-59 ans    | 24,0   |
| 12,2   | 30-44 ans    | 12,4   |
| 14,1   | 15-29 ans    | 8,0    |
| 6,9    | 0-14 ans     | 12,0   |

| Hommes | Classe d’âge | Femmes |
| ------ | ------------ | ------ |
| 1,2    | 90 ou +      | 3      |
| 10     | 75-89 ans    | 13,4   |
| 21,3   | 60-74 ans    | 22     |
| 20,6   | 45-59 ans    | 19,6   |
| 15,7   | 30-44 ans    | 15     |
| 15,6   | 15-29 ans    | 12,9   |
| 15,7   | 0-14 ans     | 14     |

### Manifestations culturelles et festivités
- Depuis 2001, la troupe théâtrale « Les copains du Champala », issue du comité des fêtes, se produit dans la région.

### Sports et loisirs

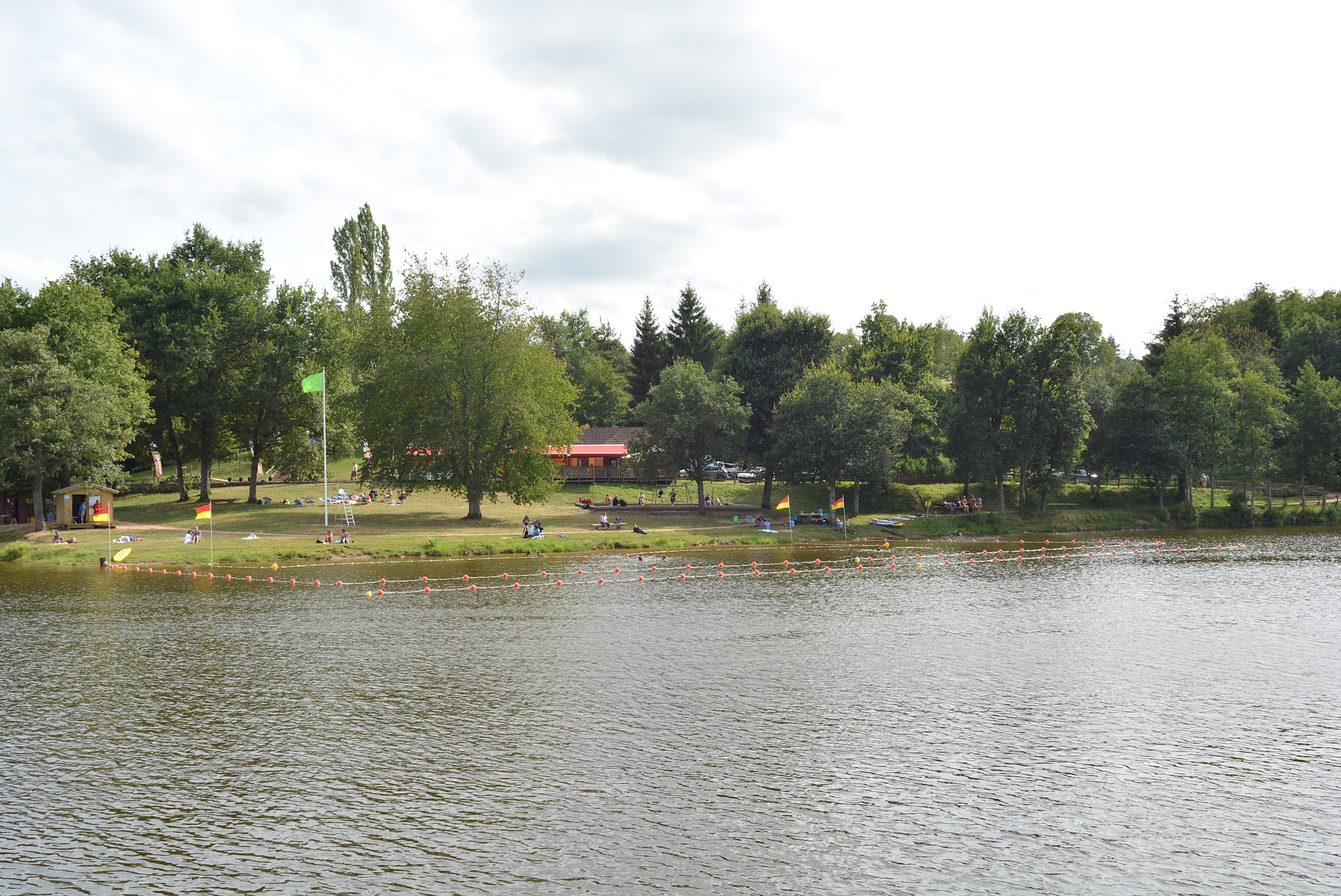
Base de loisirs.

Le plan d'eau de Saint-Clément, d'une superficie de 27 hectares, est situé au nord du centre du village. Les activités nautiques telles que le canoë-kayak, le paddle ou le water-bike peuvent être pratiquées sur le plan d'eau (lac en amont du barrage EDF sur la Besbre). Le site propose un parcours de grimpe d'arbres et un parcours de randonnée (tour du plan d'eau de 5 km aménagé en 2021), ainsi qu'un sentier ludo-éducatif de 1,5 km, accessible aux personnes en situation de handicap tout comme le snack et la zone de pêche.
La pêche est pratiquée toute l'année sur le plan d'eau.

### Associations
- L'association « L'art au centre de l'Europe des 12 » organise de nombreuses expositions à la tour du moulin. Elle propose également des après-midi d'initiation artistique aux enfants de la commune. Elle regroupe aussi la bibliothèque municipale.
- L'association « L'agriculture d'antan à Saint-Clément » répare et assure le bon fonctionnement des vieux outils agricoles. Elle participe à différentes manifestations de la cité.

## Économie

### Revenus de la population et fiscalité
En 2011, le revenu fiscal médian par ménage s'élevait à 20 492 €, ce qui plaçait Saint-Clément au 30 603e rang des communes de plus de quarante-neuf ménages en métropole.

### Emploi
En 2021, la population âgée de quinze à soixante-quatre ans s'élevait à 160 personnes, parmi lesquelles on comptait 70,2 % d'actifs dont 59,9 % ayant un emploi et 10,3 % de chômeurs.
On comptait 42 emplois dans la zone d'emploi. Le nombre d'actifs ayant un emploi résidant dans la zone étant de 97, l'indicateur de concentration d'emploi est de 43,7 %, ce qui signifie que la commune offre moins d'un emploi par habitant actif.
68 des 97 personnes âgées de quinze ans ou plus (soit 69,8 %) sont des salariés. 33,2 % des actifs travaillent dans la commune de résidence.

### Entreprises
En 2021, Saint-Clément comptait vingt unités légales économiquement actives, ainsi que 21 établissements économiquement actifs.

### Agriculture
Au recensement agricole de 2010, la commune comptait 17 exploitations agricoles. Ce nombre est en nette diminution par rapport à 2000 (26) et à 1988 (34).
La superficie agricole utilisée sur ces exploitations était de 789 hectares en 2010, dont 102 ha sont allouées aux terres labourables et 687 ha sont toujours en herbe.

### Commerce et services
La base permanente des équipements de 2014 recensait une boulangerie.
La commune possède également un bar-restaurant,

### Tourisme
Au 1er janvier 2024, la commune comptait un camping, totalisant 40 emplacements.

## Culture et patrimoine

### Lieux et monuments
- L'église Saint-Denis, du XIXe siècle, de style néo-roman ;

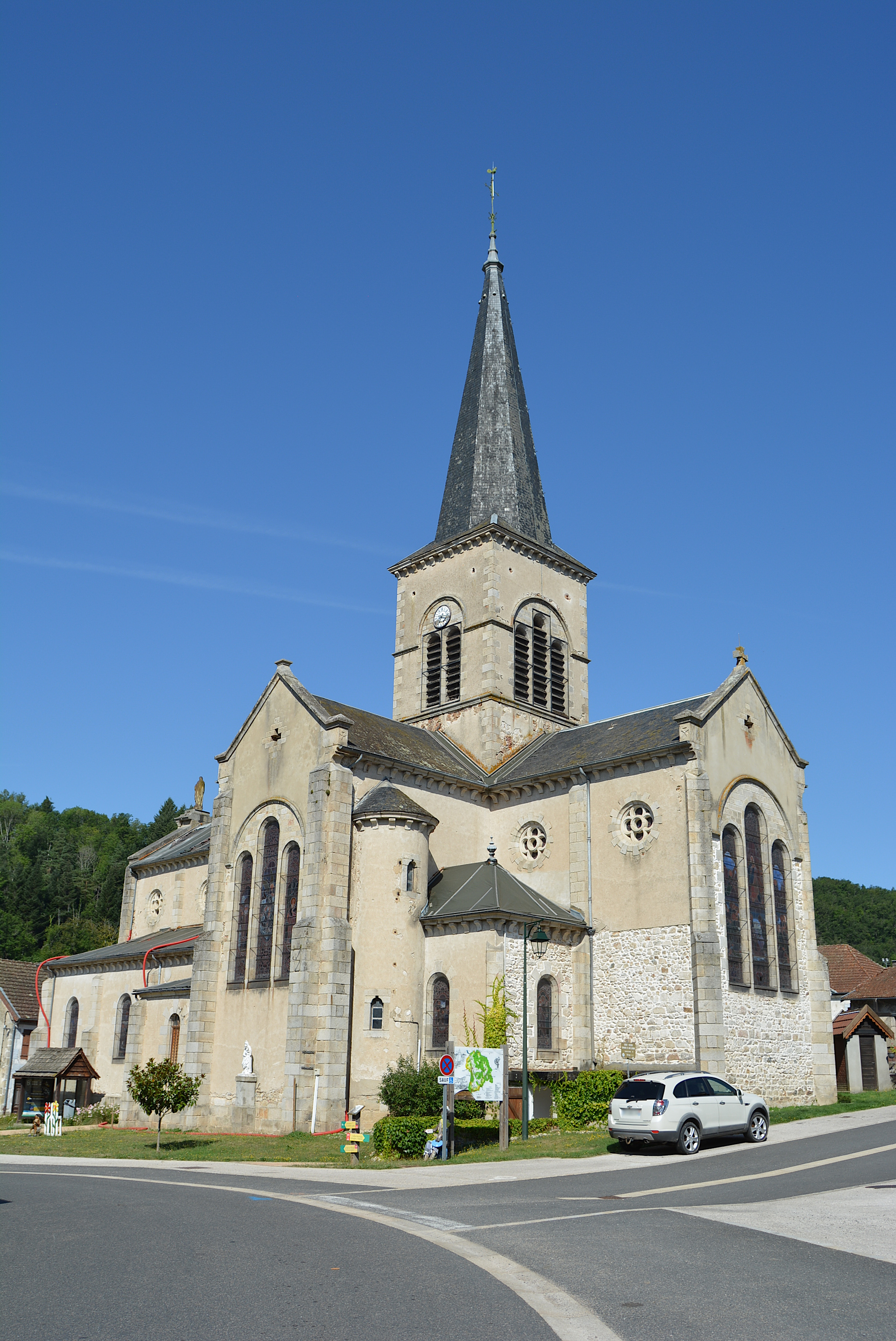
Église Saint-Denis.

- Chapelle Notre-Dame-de-la-Salette de Saint-Clément ;
- En 1865, sous l'influence du père Bletterie, curé de Saint-Clément et chanoine de la cathédrale de Moulins, fut érigée une statue de la Vierge dite Notre-Dame de la Salette sur un rocher d'une hauteur de 50 mètres dominant les différents villages qui composent la paroisse. La statue, sortie des ateliers Lanfrey de Lyon, représente dans leur grandeur naturelle la Vierge et les petits bergers au moment de l'apparition. Le sanctuaire est le centre de piété mariale de la population montagnarde locale. Tous les ans, le pèlerinage déborde le cadre de la région et plusieurs paroisses participent à cette fête (50 paroisses relevées en 1951).[réf. souhaitée].

#### Centre de l'Europe
En 1991, les calculs de l'IGN désignent Saint-Clément comme le centre géographique de l'Europe des 12. Un bâtiment, en forme de pavillon conique, est érigé, avec « un parcours forestier des douze drapeaux des pays membres » et d'une stèle. L'ensemble est inauguré le 20 juin 1992 en présence de Marcel Roche, maire de l'époque, et de Claude Malhuret, maire de Vichy et député européen,.
La commune était désignée centre de l'Europe depuis la réunification allemande en 1990. Le précédent centre était localisé à Saint-André-le-Coq, dans le département voisin du Puy-de-Dôme. Après l'adhésion de trois pays à l'Union européenne le 1er janvier 1995, le centre se déplace vers une bourgade de Belgique, Viroinval.

### Personnalités liées à la commune
Le 23 mai 1886 naquit à Saint-Clément monseigneur Victor Martin. Après avoir fréquenté l'école de Saint-Clément, il entra au petit séminaire du Réray puis au grand séminaire de Moulins. Ordonné prêtre en 1910, il fut nommé professeur d'histoire et de droit canonique au grand séminaire, et en 1919, après avoir brillamment soutenu sa thèse sur Le gallicanisme et la réforme catholique, il fut nommé maître de conférences à la faculté de théologie catholique de Strasbourg. Pendant un séjour à Rome (1914-1919), il devint avocat au tribunal de la Rote. Élu doyen de la faculté catholique de Strasbourg en 1923, il créa et bâtit le collège universitaire des clercs étrangers. En 1925, il est consacré Prélat de Sa Sainteté, ce qui lui valut le titre de Monseigneur. Il expira le mardi 4 septembre 1945 à Saint-Clément. La municipalité lui a rendu hommage en créant le 10 octobre 1998 la Place Monseigneur Victor Martin.
L'ermitage des Bruyères Pigerons est une petite maison où Jean d'Esparbès passe trois mois d'été. Jean d'Esparbès, enfant de Montmartre, est le fils de Georges d'Esparbès, fondateur du fameux « Chat Noir ». Jean d'Esparbès se tourne vers la peinture en 1914 et il devient très vite sociétaire du Salon d'Automne et du Salon des Indépendants. Plusieurs de ses œuvres ont été exposées au Luxembourg, à Strasbourg et New York. Certains de ses tableaux ont été acquis par l'État.[réf. souhaitée]

### Héraldique
| Blason de Saint-Clément | Blason  | Parti : au 1er d'azur semé de fleurs de lis d'or et à la bande de gueules, au 2e de sinople à l'ancre d'argent, sa gumène de gueules. |
| Blason de Saint-Clément | Détails | Le statut officiel du blason reste à déterminer.                                                                                      |